# Wikitruth
A Wikitruth egy angol nyelvű, szabad felhasználású (GFDL licenc alatti), de nem szabad szerkesztésű weboldal volt, ami a Wikipédia alapelveinek és működésének bírálatának szándékával jött létre. 2006. március 20-án indult el. Bár technikailag a wikiwikiweb rendszer szerint működik, és a működtető szoftver megegyezik a Wikipédiáéval, de nem tekinthető valódi wikiwikiwebnek, ugyanis a szabad regisztrálás és a szabad szerkesztés nem lehetséges.
Az oldal szerkesztői szerint a Wikipédia struktúrája és működése alapvetően hibás. Az oldal a Wikipédia számos fogalmát és a Wikimedia Alapítvány meghatározó tagjait - elsősorban Jimbo Wales-t is kritizálja. Számos, szerkesztők elleni gúnyos és személyeskedő megjegyzést tartalmaz, főoldalán pedig zsurnaliszta stílusú címek olvashatóak.
A Wikitruth, bár apróbb szerkesztések a laptörténete szerint 2010-ben is történtek, ugyanez év őszén végleg törlődött a szerverekről, már csak internetes archiváló oldalakon elérhető.

## A létrehozók és szerkesztők

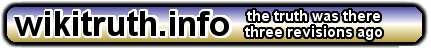
The Wikitruth banner.

A létrehozók és szerkesztők kiléte ismeretlen. A Wikipédián található kép alapján, amelyet eredetileg a Wikitruth szerkesztői tettek közzé az oldalukon, valószínűsíthető, hogy egy részük visszavonult Wikipédia adminisztrátor.

## Nyilvánosság
Az első fontosabb említése a médiában 2006 április 13-án történt a brit The Guardian-ben; szerzője Andrew Orlowski, a The Register c. brit technológiai hírportál San Franciscó-i irodavezetője.

## Lásd még
- Wikipédia